# Vegas Girl
Vegas Girl è una canzone dal cantante britannico Conor Maynard, tratta dal suo album di debutto, Contrast. È stato pubblicato come secondo singolo dell'album, sotto forma di download digitale il 22 luglio 2012.

## Il Singolo
La canzone è stata scritta e prodotta da The Invisible Men con una produzione supplementare da Parker e James e fu scritto da Conor Maynard, Dion Wardle e Scott Thomas. Il singolo è stato anche protagonista di Mtv push nel mese di luglio 2012.

## Classifiche
| Classifiche (2012) | Posizione massima |
| ------------------ | ----------------- |
| Belgio (Fiandre)   | 8                 |
| Germania           | 63                |
| Irlanda            | 22                |
| Giappone           | 17                |
| Paesi Bassi        | 55                |
| Regno Unito        | 4                 |
| Stati Uniti        | 101               |